# Eucameruna granulosa
Eucameruna granulosa är en insektsart som beskrevs av Melichar 1906. Eucameruna granulosa ingår i släktet Eucameruna och familjen Tropiduchidae. Inga underarter finns listade i Catalogue of Life.